# James Graham (strzelec)
James Robert „Jay” Graham (ur. 12 lutego 1870 w Long Lake, zm. 18 lutego 1950 tamże) – amerykański strzelec, podwójny mistrz olimpijski.
Graham wystąpił na Letnich Igrzyskach Olimpijskich 1912 w dwóch konkurencjach, zostając w każdej z nich mistrzem olimpijskim. W trapie indywidualnym zdobył 96 punktów, ustanawiając przy tym rekord olimpijski, który przetrwał do 1924 roku. W trapie drużynowym wywalczył wraz z kolegami z reprezentacji złoty medal, osiągając najlepszy rezultat wśród amerykańskich zawodników (skład zespołu: Charles Billings, Edward Gleason, James Graham, Frank Hall, John Hendrickson, Ralph Spotts).

## Wyniki

### Igrzyska olimpijskie
| Igrzyska | Konkurencja     | Wynik                                    | Miejsce | Źródło |
| -------- | --------------- | ---------------------------------------- | ------- | ------ |
| IO 1912  | Trap            | 96 pkt. (19–28–49)                       |         | [ 2 ]  |
| IO 1912  | Trap, drużynowo | 532 pkt. (druż.) 94 pkt. ind. (16–30–48) |         | [ 3 ]  |